# دروغو هوتفيل
دروغو هوتفيل (تقريبًا 1010 - 10 أغسطس 1051) خلف شقيقه وليام الذراع الحديدية ووصل معه إلى جنوب إيطاليا تقريبًا في العام 1035 كزعيم للنورمان في بوليا.